# Zeit der Dunkelheit
Zeit der Dunkelheit (Originaltitel Stealing Heaven; deutsche Alternativtitel: Liebe hinter Klostermauern, Liebe in der Zeit der Dunkelheit) ist die im Jahr 1988 von Regisseur Clive Donner inszenierte Verfilmung des gleichnamigen Historienromanes Stealing Heaven von Marion Meade. Der Roman und der Film basieren auf der historisch belegten Liebesbeziehung des französischen Philosophen Peter Abaelard und der jungen Heloisa.

## Handlung
Frankreich im frühen 12. Jahrhundert. Die im Kloster erzogene 17-jährige Heloisa bringt mit ihren provokanten, beinahe blasphemischen Fragen die Nonnen zur Verzweiflung. Der Bischof von Paris nimmt sie mit nach Paris, wo sie im Haus ihres Onkels, des Domherrn von Notre-Dame, Fulbert, unterkommt. Zur selben Zeit unterrichtet der bei seinen Studenten äußerst beliebte Philosoph und Theologe Peter Abaelard an der Pariser Universität. Aufgrund eines von seinen Studenten mit Hilfe einer Prostituierten verursachten Skandals tut Abaelard auf eigenen Wunsch Buße im Hause Fulberts. Abaelard und Heloisa sind voneinander angezogen. Die Spannung entlädt sich nach dem Besuch der Christmette, indem es zum Geschlechtsverkehr kommt. In der folgenden Zeit kommt es immer wieder zu Intimitäten. Schließlich erwartet Heloisa ein Kind von Abaelard. Beide fliehen aus Paris zu der Schwester von Abaelard. Nach der Geburt des Sohnes Astralabius heiraten beide heimlich. Heloisas Onkel Fulbert ist über diesen Zustand derart erzürnt, dass er Männer anheuert, die Abaelard überfallen und entmannen. Fulbert fällt in Ungnade und wird aus Paris verbannt. Abaelard überlebt den Anschlag und sieht das Ganze als gottgewollt an. Er eröffnet Heloisa, als Mönch in das Kloster von Saint Denis einzutreten. Er bittet Heloisa, ebenfalls als Nonne in ein Kloster einzutreten. Entgegen ihrer inneren Überzeugung beugt sie sich schließlich seinem Willen, geht ins Kloster und überlässt die Erziehung von Astralabius der Schwester von Abelard.
Als das Kloster aufgelöst wird, zieht Heloisa mit den Nonnen von Kloster zu Kloster, sie finden aber nirgends Aufnahme. Schließlich suchen sie das Kloster von Abaelard auf, wo man ihnen Zuflucht gewährt. Die Mönche und Nonnen erweitern das Kloster. Abaelard wird vom Bischof zum Abt eines Klosters in der Bretagne berufen und legt das Kloster in die Hände Heloisas.
Jahre später kehrt der ergraute Abaelard in Begleitung des Gutsherrn Jourdain auf Besuch in das mittlerweile blühende Kloster Heloisas zurück. In ihrer Begleitung befindet sich der mittlerweile erwachsene Astralabius, den Heloisa seit seiner Kindheit nicht mehr sah.

## Kritiken
Das Lexikon des internationalen Films schreibt, der Film sei ein „melodramatischer Kostümfilm, der die hoch gesteckten Ziele nie“ erreiche.
Die New York Times ist der Meinung, dass die Inszenierung alles habe „was einen großen, leidenschaftlichen Film“ auszeichne – „Erotik, Religion, Intellekt und kunstvolle Kostüme.“
Ein wunderschön fotografiertes Stück Zeitgeschichte (Maltins M.G.)